# Басколь (Павлодарская область)
Басколь (каз. Баскөл) — село в Майском районе Павлодарской области Казахстана. Расположено в 87 км к югу от областного центра — Павлодара и в 27 км к северу от районного центра — села Коктобе. Административный центр Баскольского сельского округа. Код КАТО — 555637100.

## История
До 1993 года село называлось Кызыл-Курама («красное объединение»), возникло как колхоз в 1928 году. В 1958 году на базе колхоза был создан овцеводческий совхоз «Кызылкураминский».

## Население
В 1985 году в селе проживало 1336 человек. В 1999 году население села составляло 1230 человек (631 мужчина и 599 женщин). По данным переписи 2009 года, в селе проживало 1108 человек (550 мужчин и 558 женщин).